# Apolemichthys armitagei
Apolemichthys armitagei är en fiskart som beskrevs av Smith, 1955. Apolemichthys armitagei ingår i släktet Apolemichthys och familjen Pomacanthidae. Inga underarter finns listade i Catalogue of Life.